# Liste der Lieder von Slime
Dies ist eine Übersicht sämtlicher von der deutschen Punkband Slime veröffentlichten Lieder.

## Lieder
| Titel                                   | Autoren                                                                                | Album                                                       | Jahr | Kommentar                                                                    |
| --------------------------------------- | -------------------------------------------------------------------------------------- | ----------------------------------------------------------- | ---- | ---------------------------------------------------------------------------- |
| 1,7‰ Blues                              | Christian Mews, Dirk Jora, Stefan Räther, Michael Mayer, Peter Wodok                   | Slime I                                                     | 1981 |                                                                              |
| 4. Reich                                | Slime                                                                                  | Live (Pankehallen 21.1.1984)                                | 1984 | Studioversion auf Die Letzten (1990)                                         |
| 10 kleine Nazischweine                  | Michael Ochwart & Slime                                                                | Single                                                      | 1993 | mit Heiter bis Wolkig                                                        |
| A.C.A.B.                                | Michael Mayer                                                                          | Slime I                                                     | 1981 | englisch                                                                     |
| Ain’t Gonna Take It                     | Michael Mayer                                                                          | Compilation ’81 Bis ’87                                     | 1990 | englisch                                                                     |
| Alle gegen Alle                         | Christian Mevs, Stefan Mahler                                                          | Alle gegen Alle                                             | 1983 |                                                                              |
| Alptraum                                | Slime                                                                                  | Yankees raus                                                | 1982 |                                                                              |
| Armes Deutschland                       | Tex Brasket, Tobias Röger, Michael Mayer-Poes                                          | 3!+7(hocheins)                                              | 2025 | erste Single aus dem Album                                                   |
| Artificial                              | Michael Mayer                                                                          | Slime I                                                     | 1981 | englisch                                                                     |
| Auf die Jagd                            | Tex Brasket                                                                            | Zwei                                                        | 2022 |                                                                              |
| Aufrecht gehen                          | Marcus Wiebusch                                                                        | Schweineherbst                                              | 1994 |                                                                              |
| Banalität des Bösen                     | Christian Mevs, Max Leßmann, Michael Mayer-Poes                                        | Hier und jetzt                                              | 2017 |                                                                              |
| Bekenntnis zu einem Paradoxon           | Frank Nowatzki, Michael Mayer-Poes                                                     | Hier und jetzt                                              | 2017 |                                                                              |
| Besserwisserei stinkt                   | Slime                                                                                  | Viva la Muerte                                              | 1992 |                                                                              |
| Bester Freund                           | Tex Brasket, Michael Mayer-Poes                                                        | Zwei                                                        | 2021 |                                                                              |
| Block E                                 | Dirk Jora, Michael Mayer                                                               | Yankees raus                                                | 1982 |                                                                              |
| Brandstifter                            | Michael Mayer-Poes, Nicole Stubbe Perkovic                                             | Hier und jetzt                                              | 2017 |                                                                              |
| Bruder                                  | Stephan Mahler                                                                         | Viva la Muerte                                              | 1992 |                                                                              |
| Brüllen, zertrümmern und weg            | Stephan Mahler                                                                         | Schweineherbst                                              | 1994 |                                                                              |
| Bundeswehr                              | Michael Mayer                                                                          | Yankees raus                                                | 1982 |                                                                              |
| Career Opportunities                    | Slime                                                                                  | Sampler: Slam-Brigade Haifischbar - Punk in Hamburg 1984-90 | 1991 |                                                                              |
| D.I.S.C.O.                              | Michael Mayer                                                                          | Slime I                                                     | 1981 |                                                                              |
| D.O.R.F.                                | Dirk Jora, Michael Mayer                                                               | Slime I                                                     | 1981 |                                                                              |
| Demokratie                              | Stephan Mahler                                                                         | Yankees raus                                                | 1982 |                                                                              |
| Denken ist der Tod                      | Stephan Mahler                                                                         | Yankees raus                                                | 1982 |                                                                              |
| Deutschland                             | Dirk Jora, Michael Mayer                                                               | Slime I                                                     | 1981 | auch bekannt als Deutschland muss sterben                                    |
| Ebbe + Flut                             | Andreas Hüging, Michael Mayer-Poes                                                     | Wem gehört die Angst                                        | 2020 |                                                                              |
| Ebbe und Flut Zwei                      | Andreas Hüging, Michael Mayer-Poes                                                     | Zwei                                                        | 2022 | Fortsetzung von Ebbe + Flut                                                  |
| Ernie und Bert in Guantanamo            | Max Leßmann, Michael Mayer-Poes                                                        | Hier und jetzt                                              | 2017 |                                                                              |
| Etikette tötet                          | Christian Mevs, Stefan Mahler                                                          | Alle gegen Alle                                             | 1983 |                                                                              |
| Fette Jahre                             |                                                                                        | Wem gehört die Angst                                        | 2020 |                                                                              |
| Feuer                                   | Stefan Mahler                                                                          | Schweineherbst                                              | 1994 |                                                                              |
| Für alle Zeit                           | Michael Mayer-Poes                                                                     | Hier und jetzt                                              | 2017 |                                                                              |
| Gegen die Zeit                          | Stephan Mahler                                                                         | Viva la Muerte                                              | 1992 |                                                                              |
| Genug                                   | Stefan Mahler                                                                          | Schweineherbst                                              | 1994 |                                                                              |
| Gerechtigkeit                           | Stephan Mahler, Dirk Jora                                                              | Yankees raus                                                | 1982 |                                                                              |
| Die Geschichte des Andreas T.           | Frank Nowatzki, Michael Mayer-Poes                                                     | Hier und jetzt                                              | 2017 |                                                                              |
| Gewalt                                  | Stephan Mahler                                                                         | Schweineherbst                                              | 1994 |                                                                              |
| Gewinnen werden immer wir               | Stephan Mahler                                                                         | Yankees raus                                                | 1982 |                                                                              |
| Großer Bruder                           | Michael Mayer                                                                          | Viva la Muerte                                              | 1992 | ursprünglich 1983 geschrieben                                                |
| Goldene Türme                           | Michael Mayer                                                                          | Schweineherbst                                              | 1994 |                                                                              |
| Guter Rat ist teuer                     | Michael Mayer                                                                          | Alle gegen Alle                                             | 1983 |                                                                              |
| Hate Them All                           | Slime                                                                                  | Die Letzten                                                 | 1990 |                                                                              |
| Haut zu Stein                           | Stephan Mahler                                                                         | Viva la Muerte                                              | 1992 |                                                                              |
| Helmut Honecker                         | Michael Ochwart, Stefan Mahler, Christian Mevs                                         | Single 10 kleine Nazischweine                               | 1993 | mit Heiter bis Wolkig                                                        |
| Heute nicht                             | Tex Brasket, Michael Mayer-Poes                                                        | Zwei                                                        | 2022 |                                                                              |
| Hey Punk                                | Michael Mayer                                                                          | Wir wollen keine Bullenschweine                             | 1981 |                                                                              |
| Hier und jetzt                          | Andreas Hüging, Michael Mayer-Poes                                                     | Hier und jetzt                                              | 2017 |                                                                              |
| Hoffnung                                | Stefan Mahler                                                                          | Schweineherbst                                              | 1994 |                                                                              |
| Hölle                                   |                                                                                        | Wem gehört die Angst                                        | 2020 |                                                                              |
| Ich hasse                               | Michael Mayer                                                                          | Wir wollen keine Bullenschweine                             | 1980 | deutsch/englisch                                                             |
| Ich kann die Elbe nicht mehr sehen      | Christian Mevs, Max Leßmann                                                            | Hier und jetzt                                              | 2017 |                                                                              |
| Ich war dabei                           | Stefan Mahler                                                                          | Schweineherbst                                              | 1994 |                                                                              |
| I Wish I Was                            | Stefan Mahler                                                                          | Slime I                                                     | 1981 | englisch                                                                     |
| Ihr seid schön                          | Stefan Mahler                                                                          | Alle gegen Alle                                             | 1983 |                                                                              |
| Im Namen des Herrn                      | Stefan Mahler, Dirk Jora                                                               | Viva la Muerte                                              | 1992 |                                                                              |
| Iran                                    | Michael Mayer                                                                          | Wir wollen keine Bullenschweine                             | 1980 |                                                                              |
| Joe ist zurück                          | Stefan Mahler                                                                          | Schweineherbst                                              | 1994 |                                                                              |
| Karlsquell                              | Christian Mevs, Stefan Mahler                                                          | Slime I                                                     | 1981 |                                                                              |
| Kauf oder stirb                         | Slime                                                                                  | Yankees raus                                                | 1982 |                                                                              |
| Keine Führer                            | Michael Mayer                                                                          | Sampler: Soundtracks zum Untergang                          | 1981 |                                                                              |
| Kein Mensch                             |                                                                                        | Wem gehört die Angst                                        | 2020 |                                                                              |
| Komm schon klar                         | Tex Brasket, Michael Mayer-Poes                                                        | ZWEI                                                        | 2021 | YouTube-Premiere mit neuem Sänger Tex Brasket                                |
| Krüppel                                 | Stefan Mahler                                                                          | Viva la Muerte                                              | 1992 |                                                                              |
| Die Leere                               | Michael Mayer                                                                          | Schweineherbst                                              | 1994 |                                                                              |
| Legal – Illegal – Scheißegal            | Michael Mayer, Dirk Jora                                                               | Yankees raus                                                | 1982 |                                                                              |
| Let’s Get United                        | Christian Mevs. Enrico De Angelis, Michael Roman Studer, Paul Anthony Sherdian         | Hier und jetzt                                              | 2017 | Zusammen mit Paul Sheridan (The Wakes) und Enrico de Angelis (Los Fastidios) |
| Die Letzten                             | Stefan Mahler                                                                          | Alle gegen Alle                                             | 1983 |                                                                              |
| Lieben müssen                           | Tex Brasket, Michael Mayer-Poes                                                        | Zwei                                                        | 2022 |                                                                              |
| Linke Spießer                           | Michael Mayer                                                                          | Alle gegen Alle                                             | 1983 |                                                                              |
| Die Masse                               |                                                                                        | Wem gehört die Angst                                        | 2020 |                                                                              |
| Mea Culpa                               | Tex Brasket, Michael Mayer-Poes                                                        | Zwei                                                        | 2022 |                                                                              |
| Mensch                                  | Michael Mayer, Stefan Mahler                                                           | Viva la Muerte                                              | 1992 |                                                                              |
| Mittendrin                              | Slime                                                                                  | Soundtrack: Gegengerade 20359 St. Pauli                     | 2011 |                                                                              |
| Nichts                                  | Slime                                                                                  | Yankees raus                                                | 1982 |                                                                              |
| Nix von Punkrock                        | Tex Brasket, Michael Mayer-Poes                                                        | Zwei                                                        | 2022 |                                                                              |
| Odyssee                                 |                                                                                        | Wem gehört die Angst                                        | 2020 |                                                                              |
| On the Run                              | Michael Mayer                                                                          | Compilation ’81 Bis ’87                                     | 1990 | englisch                                                                     |
| Outlaw                                  | Tex Brasket, Michael Mayer-Poes                                                        | Zwei                                                        | 2022 |                                                                              |
| Paradies                                |                                                                                        | Wem gehört die Angst                                        | 2020 |                                                                              |
| Patrioten                               | Max Leßmann, Ralf Blümner, Michael Mayer-Poes, Michael Roman Studer, Pablo Charlemoine | Hier und jetzt                                              | 2017 | Zusammen mit Swiss und Pablo Charlemoine (Irie Révoltés)                     |
| Polizei SA–SS                           | Michael Mayer                                                                          | Sampler: Soundtracks zum Untergang                          | 1981 |                                                                              |
| Pseudo                                  | Stefan Mahler                                                                          | Yankees raus                                                | 1982 |                                                                              |
| Red nicht – geh los                     | Stefan Mahler                                                                          | Viva la Muerte                                              | 1992 |                                                                              |
| Religion                                | Michael Mayer                                                                          | Alle gegen Alle                                             | 1983 |                                                                              |
| Robot Age                               | Michael Mayer, Peter Wodock                                                            | Slime I                                                     | 1981 | englisch                                                                     |
| Safari                                  | Tex Brasket, Michael Mayer-Poes                                                        | Zwei                                                        | 2022 |                                                                              |
| Sand im Getriebe                        | Stefan Mahler                                                                          | Alle gegen Alle                                             | 1983 |                                                                              |
| Scheiß Beerdigung                       | Tex Brasket, Michael Mayer-Poes                                                        | Zwei                                                        | 2022 |                                                                              |
| Schicksalsspiel                         | Michael Mayer                                                                          | Viva la Muerte                                              | 1992 | Bonustrack                                                                   |
| Schöne neue Welt                        | Michael Mayer-Poes, Nicole Stubbe Perkovic, Andreas Hüging                             | Hier und jetzt                                              | 2017 |                                                                              |
| Schmeiß es hin                          | Stefan Mahler                                                                          | Viva la Muerte                                              | 1992 |                                                                              |
| Schweineherbst                          | Stefan Mahler                                                                          | Schweineherbst                                              | 1994 |                                                                              |
| Seekarten                               | Stefan Mahler                                                                          | Viva la Muerte                                              | 1992 |                                                                              |
| Seenot                                  | Andreas Hüging                                                                         | Sich fügen heißt lügen                                      | 2012 | basierend auf einem Werk von Erich Mühsam                                    |
| Sein wie die                            | Tex Brasket                                                                            | Zwei                                                        | 2022 |                                                                              |
| Der siebte Kontinent                    | Frank Nowatzki, Michael Mayer-Poes                                                     | Hier und jetzt                                              | 2017 |                                                                              |
| Sie wollen wieder schießen (dürfen)     | Max Leßmann, Michael Mayer-Poes                                                        | Hier und jetzt                                              | 2016 | Zuerst nur Single, Musikvideo                                                |
| Solidarity                              |                                                                                        | Wem gehört die Angst                                        | 2020 | englisch                                                                     |
| Spinner                                 | Andreas Hüging, Michael Mayer-Poes                                                     | Hier und jetzt                                              | 2017 |                                                                              |
| Stillstand                              | Stefan Mahler                                                                          | Schweineherbst                                              | 1994 |                                                                              |
| St. Pauli                               | Slime                                                                                  | Soundtrack: Gegengerade 20359 St. Pauli                     | 2011 |                                                                              |
| Störtebeker                             | Michael Mayer                                                                          | Alle gegen Alle                                             | 1983 |                                                                              |
| Streetfight                             | Michael Mayer                                                                          | Slime I                                                     | 1981 | englisch                                                                     |
| Die Stummen                             | Max Leßmann, Michael Mayer-Poes                                                        | Hier und jetzt                                              | 2017 |                                                                              |
| Die Suchenden                           |                                                                                        | Wem gehört die Angst                                        | 2020 |                                                                              |
| Taschenlampe                            | Tex Brasket                                                                            | Zwei                                                        | 2022 |                                                                              |
| They Don’t Give a Fuck                  | Michael Mayer                                                                          | Slime I                                                     | 1981 | englisch                                                                     |
| Tod                                     | Michael Mayer, Stefan Mahler                                                           | Alle gegen Alle                                             | 1983 |                                                                              |
| Der Tod ist ein Meister aus Deutschland | Stefan Mahler                                                                          | Single                                                      | 1993 |                                                                              |
| Die Toten...                            |                                                                                        | Wem gehört die Angst                                        | 2020 | Die Toten wollen wieder alleine sein (Single)                                |
| TV Song                                 | Michael Mayer                                                                          | Compilation ’81 bis ’87                                     | 1990 |                                                                              |
| Unsere Lieder                           | Max Leßmann, Michael Mayer-Poes                                                        | Hier und jetzt                                              | 2017 | Hier und jetzt                                                               |
| Unsterblich                             | Stefan Mahler                                                                          | Viva la Muerte                                              | 1992 |                                                                              |
| Untergang                               | Stefan Mahler                                                                          | Alle gegen Alle                                             | 1983 |                                                                              |
| Viva la Muerte                          | Stefan Mahler                                                                          | Viva la Muerte                                              | 1992 |                                                                              |
| We Don’t Need the Army                  | Michael Mayer                                                                          | Slime I                                                     | 1981 | englisch                                                                     |
| Weggefegt                               | Tex Brasket, Michael Mayer-Poes                                                        | Zwei                                                        | 2022 |                                                                              |
| Weil fickt euch alle                    | Tex Brasket, Michael Mayer-Poes                                                        | Zwei                                                        | 2022 |                                                                              |
| Weißer Abschaum                         |                                                                                        | Wem gehört die Angst                                        | 2020 |                                                                              |
| Wem gehört die Angst                    |                                                                                        | Wem gehört die Angst                                        | 2020 |                                                                              |
| Wenn der Himmel brennt                  | Stephan Mahler                                                                         | Yankees raus                                                | 1982 |                                                                              |
| Wenn wir wollen                         |                                                                                        | Wem gehört die Angst                                        | 2020 |                                                                              |
| We’re Alright                           | Slime                                                                                  | Compilation ’81 bis ’87                                     | 1990 |                                                                              |
| Wieder breit                            | Stefan Mahler                                                                          | Yankees raus                                                | 1982 |                                                                              |
| Wind                                    | Stefan Mahler                                                                          | Viva la Muerte                                              | 1992 |                                                                              |
| Wir haben dich wieder                   | Stefan Mahler                                                                          | Viva la Muerte                                              | 1992 |                                                                              |
| Wir wollen keine Bullenschweine         | Michael Mayer                                                                          | Wir wollen keine Bullenschweine                             | 1980 | auch: Bullenschweine und Wir wollen keine                                    |
| Wut im Bauch                            | Tex Brasket, Michael Mayer-Poes                                                        | Zwei                                                        | 2022 |                                                                              |
| Yankees raus                            | Stefan Mahler, Dirk Jora                                                               | Yankees raus                                                | 1982 |                                                                              |
| Zu kalt                                 | Stefan Mahler                                                                          | Alle gegen Alle                                             | 1983 |                                                                              |
| Zusammen                                | Michael Mayer                                                                          | Schweineherbst                                              | 1994 |                                                                              |
| Zweifel                                 | Stefan Mahler                                                                          | Schweineherbst                                              | 1994 |                                                                              |

## Coverversionen
| Titel                             | Autoren                                                                  | Album                                             | Jahr |
| --------------------------------- | ------------------------------------------------------------------------ | ------------------------------------------------- | ---- |
| Berlin by Night                   | Raymond S. Gommorah, Torsten Kuehnemann, Jimmy Voxx, Knut Schaller (PVC) | Live                                              | 2017 |
| BGS GSG (Live in der Markthalle)  | The Buttocks                                                             | Aggropunk Vol. 4 (Sampler)                        | 2019 |
| Computerstaat                     | Frank Z. (Abwärts)                                                       | Compilation ’81 bis ’87                           | 1990 |
| Fick das Gesetz (Fuck the Law)    | Bob Wayne                                                                | Single                                            | 2015 |
| Greensleeves                      | traditional                                                              | Yankees raus                                      | 1982 |
| Heute hier, morgen dort           | Hannes Wader                                                             | Heute hier, morgen dort - Salut an Hannes Wader   | 2012 |
| Hey Punker (Zusammen mit Abwärts) | Prollhead                                                                | Sampler: Prollhead! fordert Tribute               | 1992 |
| Ich will nicht werden             | Ralph Moebius (Ton Steine Scherben)                                      | Alle gegen alle                                   | 1982 |
| Der Kampf geht weiter             | Ralph Steitz/Ralph Moebius (Ton Steine Scherben)                         | Live (Pankehallen 21.1.1984)                      | 1984 |
| Krieg in den Städten              | Abstürzende Brieftauben                                                  | …Ist es wirklich schon so spät?                   | 1993 |
| Lustig, lustig                    | Volkslied                                                                | Viva la Muerte                                    | 1992 |
| Massenhysterie                    | Targets                                                                  | Live                                              | 2017 |
| My Youngest Son                   | Eric Bogle                                                               | Viva La Muerte                                    | 1992 |
| Nazis raus                        | Frank Nowatzki (Beton Combo)                                             | Alle gegen Alle                                   | 1983 |
| No Values                         | Greg Ginn (Black Flag)                                                   | Compilation ’81 bis ’87                           | 1990 |
| Oh Boy                            | Bill Tilghman, Norman Petty, Sonny West (The Crickets)                   | Alle gegen Alle                                   | 1983 |
| Paranoia (Paranoid)               | Tony Iommi, Bill Ward, Geezer Butler und Ozzy Osbourne (Black Sabbath)   | Compilation ’81 bis ’87                           | 1990 |
| Polizei, Polizei                  | Bernhard Malaka, Jürgen Engler, Stefan Schwab (Male)                     | Compilation ’81 bis ’87                           | 1990 |
| Rip Off                           | Dave Parsons, Jimmy Pursey (Sham 69)                                     | Die Letzten                                       | 1990 |
| Russian Roulette                  | Tony James (The Lords of the New Church)                                 | Die Letzten                                       | 1990 |
| Trau dich                         | Musik: Birger Heymann, Text: Volker Ludwig                               | Giraffenaffen 2                                   | 2013 |
| Wasted                            | Keith Morris, Greg Ginn (Black Flag)                                     | Compilation ’81 bis ’87                           | 1990 |
| We Must Bleed                     | The Germs                                                                | Sampler: Strange Notes! A Germs Cover Compilation | 1994 |
| Wir lieben die Stürme             | Volkslied                                                                | Viva la Muerte                                    | 1992 |
| Wir müssen hier raus              | Ralph Steitz/Ralph Moebius (Ton Steine Scherben)                         | Die Letzten                                       | 1990 |

## Interpretationen von Erich Mühsam
Alle erschienen auf Sich fügen heißt lügen (2012)
- Bauchweh
- Das Beil
- Bett aus Lehm und Jauche
- Bürgers Alptraum
- Freiheit in Ketten
- Lumpen
- Rebellen
- Revoluzzer
- Sich fügen heißt lügen
- Trinklied
- Wir geben nicht nach
- Zum Kampf

## Versionen
| Titel                                                  | Autoren                  | Album                                                       | Jahr                      | Kommentar |
| ------------------------------------------------------ | ------------------------ | ----------------------------------------------------------- | ------------------------- | --- |
| *Schweine (2003)                                       | Michael Mayer            | Wiederveröffentlichungen von Slime I                        | 2003                      | zensierte Version von Wir wollen keine Bullenschweine |
| Ansage/Deutschland muss sterben                        | Dirk Jora, Michael Mayer | Sampler: Protestsongs.de                                    | 2004                      | Liveversion mit Ansage |
| Deutschland (Neue Version)                             | Dirk Jora, Michael Mayer | Live (Pankehallen 21. Januar 1984)                          | 1984                      | veränderter Text |
| Medley                                                 |                          | Die Toten wollen wieder alleine sein (Single)               | 2020                      | Bestehend aus Wir Wollen keine... - (Instrumental), A.C.A.B., Legal Illegal Scheißegal, Gerechtigkeit, Alle gegen alle, Religion, Alptraum, Störtebeker, Sie wollen wieder schießen (dürfen), Wir geben nicht nach, Schweineherbst und Deutschland |
| Polizei…                                               | Slime                    | Sampler: Soundtracks zum Untergang (Wiederveröffentlichung) | 1982                      | mit Piepsgeräuschen |
| Polizei XX/XX                                          | Slime                    | Sampler: Soundtracks zum Untergang (Wiederveröffentlichung) | ab 1982                   | mit Piepsgeräuschen |
| Der Tod ist ein Meister aus Deutschland (Ostinato RMX) | Slime                    | Sampler: Zensur!?                                           | 1990                      | Remix |
| We’re Always Gonna Win                                 | Slime                    | Compilation ’81 bis ’87                                     | 1990                      | englische Version von Gewinnen werden immer wir |
| Wir wollen keine…                                      | Michael Mayer            | Wiederveröffentlichungen von Slime I                        | mehrere Versionen ab 1981 | zensierte Version von Wir wollen keine Bullenschweine |
| Yankees Out                                            | Slime                    | Compilation ’81 bis ’87                                     | 1990                      | englische Version von Yankees raus |